# Fergus Ewing

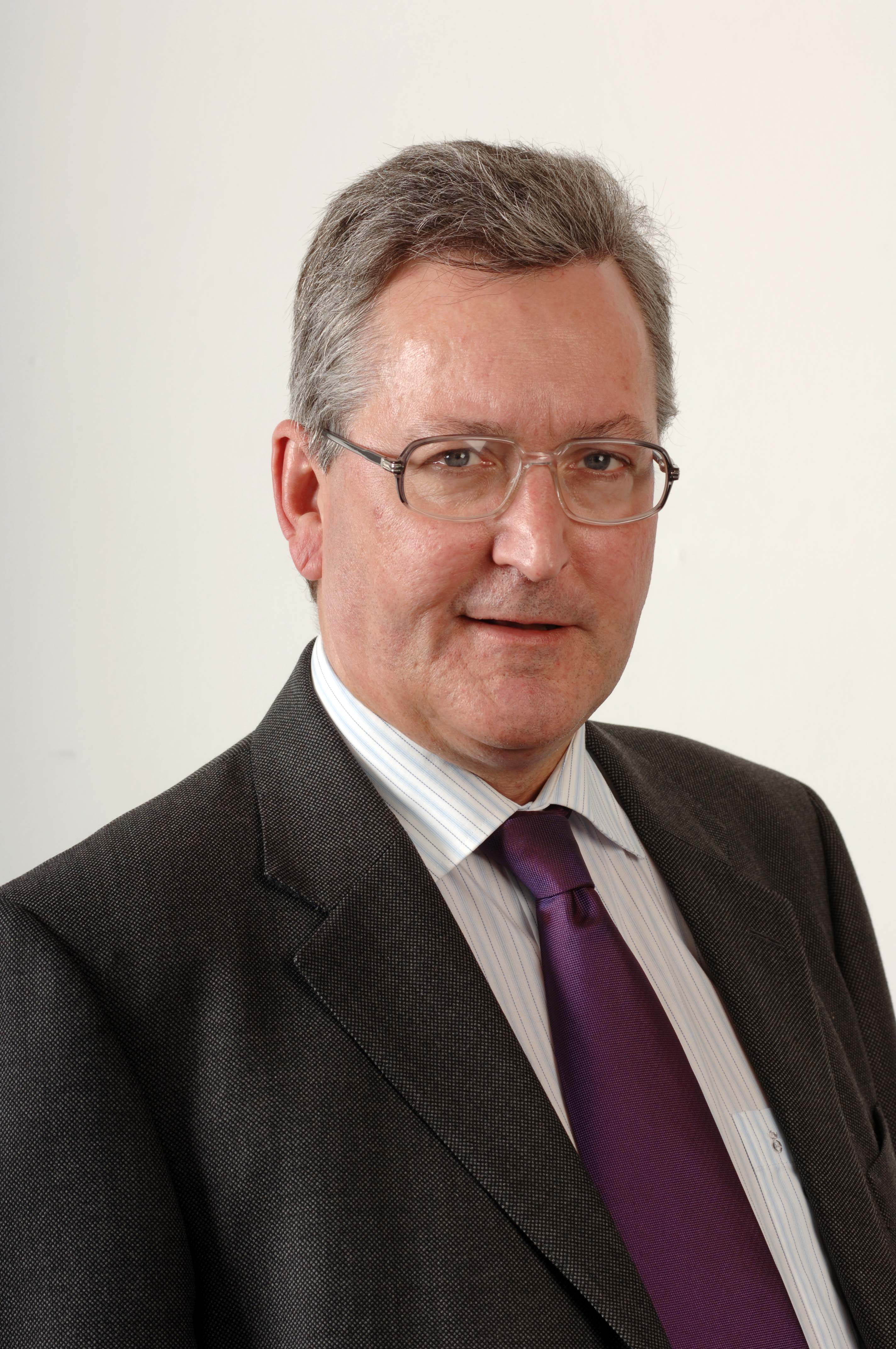
Fergus Ewing

Fergus Ewing (* 23. September 1957 in Glasgow) ist ein schottischer Politiker und Mitglied der Scottish National Party (SNP).

## Leben
Ewing besuchte die Loretto School in Musselburgh und studierte anschließend Jura an der Universität Glasgow. Danach war er zunächst als Solicitor, dann als Anwalt tätig. Fergus Ewing ist der Sohn der Politikerin Winnie Ewing, Ehemann der Politikerin Margaret Ewing und Bruder von Annabelle Ewing.

## Politischer Werdegang
Erstmals trat Ewing bei den Unterhauswahlen 1992 zu nationalen Wahlen an. Im Wahlkreis Inverness, Nairn and Lochaber erhielt er bei knappem Wahlausgang die dritthöchste Stimmenanzahl hinter dem Liberaldemokraten David Russell Johnston und dem Labour-Kandidaten David John Stewart. Vor den Unterhauswahlen 1997 wurden die Wahlkreise neu zugeschnitten und Ewing kandidierte im neugeschaffenen Wahlkreis Inverness East, Nairn and Lochaber. Da er jedoch hinter David Stewart nur den zweitgrößten Stimmenanteil erhielt, verpasste er abermals den Einzug in das Britische Unterhaus.
Bei den Parlamentswahlen 1999 kandidierte Ewing im Wahlkreis Inverness East, Nairn and Lochaber, konnte das Direktmandat knapp vor der Labour-Kandidatin erringen und zog in das neugeschaffene Schottische Parlament ein. Bei den Parlamentswahlen 2003 und 2007 verteidigte Ewing sein Mandat. Zwischen 2007 und 2011 bekleidete Ewing den Ministerposten für Community Safety. Im Zuge der Wahlkreisreform 2011 wurde der Wahlkreis Inverness East, Nairn and Lochaber aufgelöst. Teile des alten Wahlkreises gingen in dem neuen Wahlkreis Inverness and Nairn auf, für den Ewing bei den Parlamentswahlen 2011 antrat. Das Direktmandat gewann er mit deutlichem Vorsprung vor dem Labour-Kandidaten. Im neuen Kabinett wurde er zum Minister für Energie, Unternehmen und Tourismus bestellt.
Dem am 28. März 2023 Kabinett Yousaf gehörte Ewing nicht mehr an. Er wurde am 28. September 2023 aus der Fraktion der SNP im schottischen Parlament ausgeschlossen, da er sich gegen die Zusammenarbeit mit den Grünen ausgesprochen und entsprechend abgestimmt hatte. Nachdem im Februar 2024 sein Einspruch gegen diese Maßnahme abgelehnt wurde, bezeichnete er die SNP als „autoritäre Partei“ (authoritarian party).
Im Juni 2025 gab Ewing bekannt, dass er beabsichtigte, bei den  schottischen Parlamentswahlen 2026 als unabhängiger Kandidat anzutreten.